# 夫源病
夫源病（ふげんびょう）とは、夫の言動が原因で妻がストレスを感じ、溜まったストレスにより妻の心身に生じる様々な不定愁訴を主訴とする疾病概念で、医学的な病名では無い。
類似の概念として主人在宅ストレス症候群がある。夫の休日になると妻のメンタルヘルスや体調が悪化する。熟年離婚の大きな原因とされ増加傾向にあると報道された。典型的な例は、亭主関白な「昭和おやじ」の定年退職によって在宅時間が長くなり、離婚に至る。なお、逆の概念として妻からのストレスで夫の心身に異常が生じるものは妻源病と呼ばれる。

## 原因
妻が夫から受けるストレスで、夫が家にいることが最大のストレス。ストレスを生じさせている原因は様々であるが、夫の学歴、性格、普段の言動、低収入、義親の介護、夫の婚外恋愛、家事・育児に参加しない夫が挙げられている。「男性更年期症候群による不調が妻にもストレスとして大きな影響を与えているとする報告もある。特に、夫の暴言や、器の小さい男は大きく影響を及ぼす。夫の存在そのものが強いストレスとなっているとする見解もある。夫の在宅時間が長くなる夫の定年をきっかけに増加するが、20 - 30歳代の子育て世代でも症例報告がある。つまり夫婦関係の満足度は発症に影響を与え、特に家族形成期初期の影響は大きいと報告されている。

## 命名
「夫源病」の呼称は医師の石蔵文信が、更年期外来での診察中に気が付き、自身の著書で発表した、「主人在宅ストレス症候群」の呼称は医師の黒川順夫による。

## 症状
精神的な症状のほかに身体的な症状が現れ、更年期障害の症状と似ているとされる。代表的な症状は、情緒不安、慢性的な疲労感、不眠、強い頭痛、全身の痛み、動悸、眩暈、家庭内別居などがある。

## 治療
どの様な帰結を求めるのかにより治療方針は変わる。
夫との婚姻関係、同居を継続する
- 夫婦でのカウンセリング[2]。
- 経過観察処置として、家庭内別居[14]、別居[15]、

夫との婚姻関係、同居を継続しない
- 離婚

## 参考書籍
- （著）石蔵文信「いつまでたっても更年期が終わらない…… 奥さん、それは「夫源病」ですね。」（出版）静山社 2013年 ISBN 978-4863892132